# Susanto Megaranto
Susanto Megaranto (ur. 8 października 1987 w Indramayu w prowincji Jawa Zachodnia) – indonezyjski szachista, arcymistrz od 2004 roku.

## Kariera szachowa
W wieku 17 lat został najmłodszym w historii indonezyjskim szachistą, który otrzymał tytuł arcymistrza. Wielokrotnie reprezentował barwy swojego kraju na mistrzostwach świata juniorów w różnych kategoriach wiekowych, największy sukces odnosząc w roku 1999 w Oropesa del Mar, gdzie zdobył brązowy medal w kategorii do lat 12. W 2003 roku triumfował w Dżakarcie oraz podzielił II lokatę (wspólnie z Eugenio Torre, za Ututem Adianto) w Ho Chi Minh, natomiast w kolejnym – zwyciężył (wraz z Markiem Paraguą) w Singapurze. W 2005 podzielił III miejsce (wspólnie z m.in. Fernando Peraltą, za Liviu-Dieterem Nisipeanu i Hichamem Hamdouchim) w Castelldefels. W 2007 roku osiągnął kolejny sukces, zajmując V miejsce w rozegranych w Cebu City indywidualnych mistrzostwach Azji.
Wielokrotnie reprezentował Indonezję w turniejach drużynowych, m.in.:
- siedmiokrotnie na olimpiadach szachowych (w latach 2002, 2004, 2006, 2008, 2010, 2012, 2014)[3],
- dwukrotnie na drużynowych mistrzostwach Azji (w latach 2009, 2012); medalista: indywidualnie – brązowy (2012 – na I szachownicy)[4],
- na igrzyskach azjatyckich (w roku 2006)[5],
- na halowych igrzyskach azjatyckich (w roku 2007)[6],
- na olimpiadzie szachowej juniorów do 16 lat (w roku 2002); medalista: wspólnie z drużyną – brązowy (2002)[7].

Najwyższy ranking w karierze osiągnął 1 listopada 2007 r., z wynikiem 2569 punktów zajmował wówczas 2. miejsce (za Ututem Adianto) wśród indonezyjskich szachistów.